# Myosorex zinki
Myosorex zinki är en däggdjursart som beskrevs av Heim de Balsac och Lamotte 1956. Myosorex zinki ingår i släktet Myosorex och familjen näbbmöss. IUCN kategoriserar arten globalt som sårbar. Inga underarter finns listade i Catalogue of Life.
Artepitet i det vetenskapliga namnet hedrar den tyska zoologen Gerhardt Zink.
Arten når en kroppslängd (huvud och bål) av 84 till 100 mm, en svanslängd av 33 till 37 mm och en vikt av 14,5 till 19,5 g. Den har 15 till 18 mm långa bakfötter och 6 till 8 mm långa öron. Den mjuka och täta päls på ovansidan har en gråbrun färg som är lite prickig. Undersidans päls kan vara lite ljusare i samma färg. De korta öronen bär hår men de är vanligen gömda i kroppens päls. Dessutom är den svartbruna svansen täckt av korta hår. Förutom könsorganen finns inga yttre skillnader mellan hannar och honor.
Denna näbbmus är bara känd från regionen kring Kilimanjaro i norra Tanzania. Den vistas i regioner som ligger 2470 till 4000 meter över havet. Habitatet varierar mellan skogar, hedområden, träskmarker och alpina regioner med glest fördelad växtlighet.